# Chathamalbatross
Chathamalbatross (Thalassarche eremita) är en fågel i familjen albatrosser inom ordningen stormfåglar.

## Utseende
Salvinalbatrossen är en medelstor svartvit albatross med en kroppslängd på 90 centimeter. Vuxna fåglar har mörkgrå hätta, strupe, ansikte och övre delen av manteln samt gråsvart på rygg, vingovansida och stjärt. Övergumpen är vit, liksom vingundersidan bortsett från en svart fläck vid basen av undervingens framkant samt svart på både vingspetsarna liksom vingarnas fram- och bakkant. Näbben är gul med en mörk fläck på undre näbbhalvan. 
Ungfåglar har mer utbrett grått och näbben är svartspetsä på båda näbbhalvorna. Liknande gråryggig albatross har en mindre och mörkare näbb samt silvergrå hjässa medan Thalassarche steadi är något större med grågul näbb och blekt huvud.

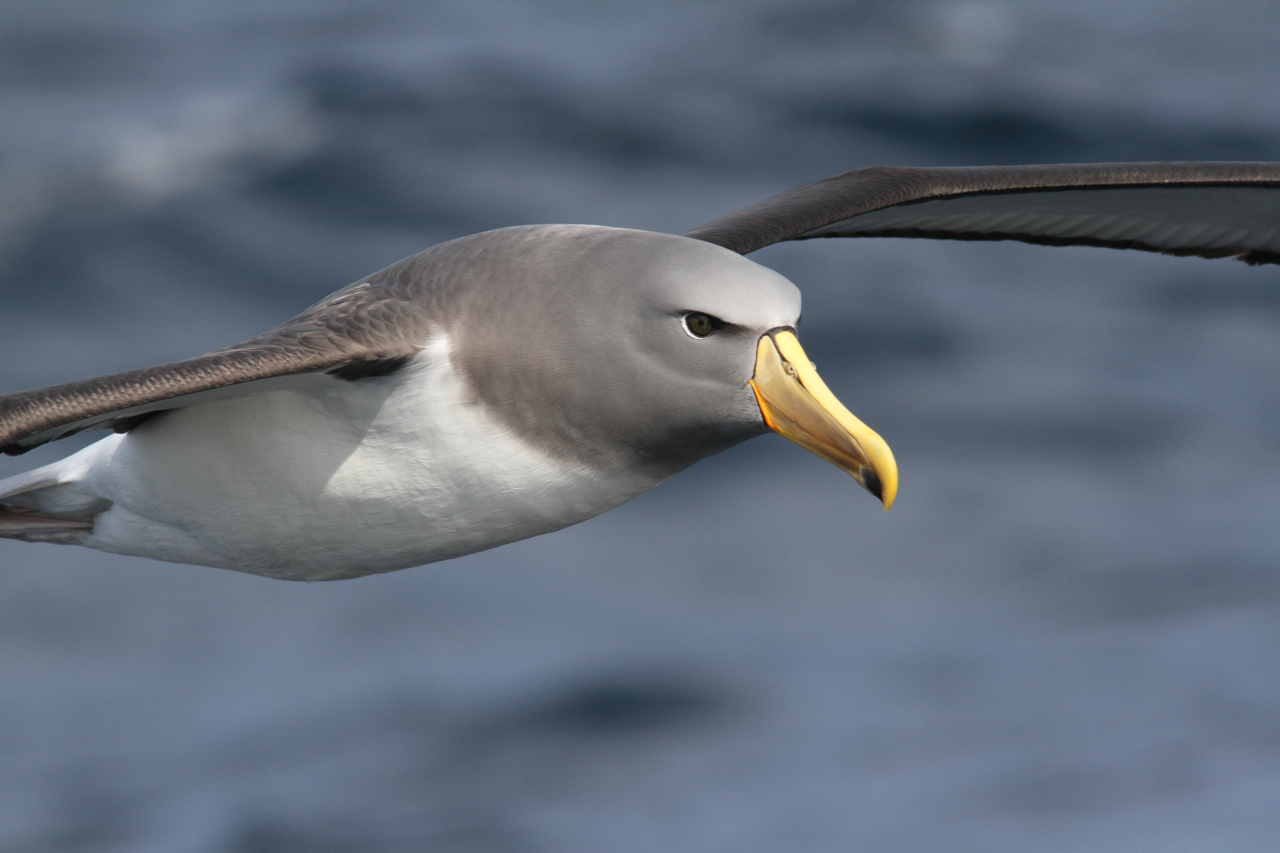
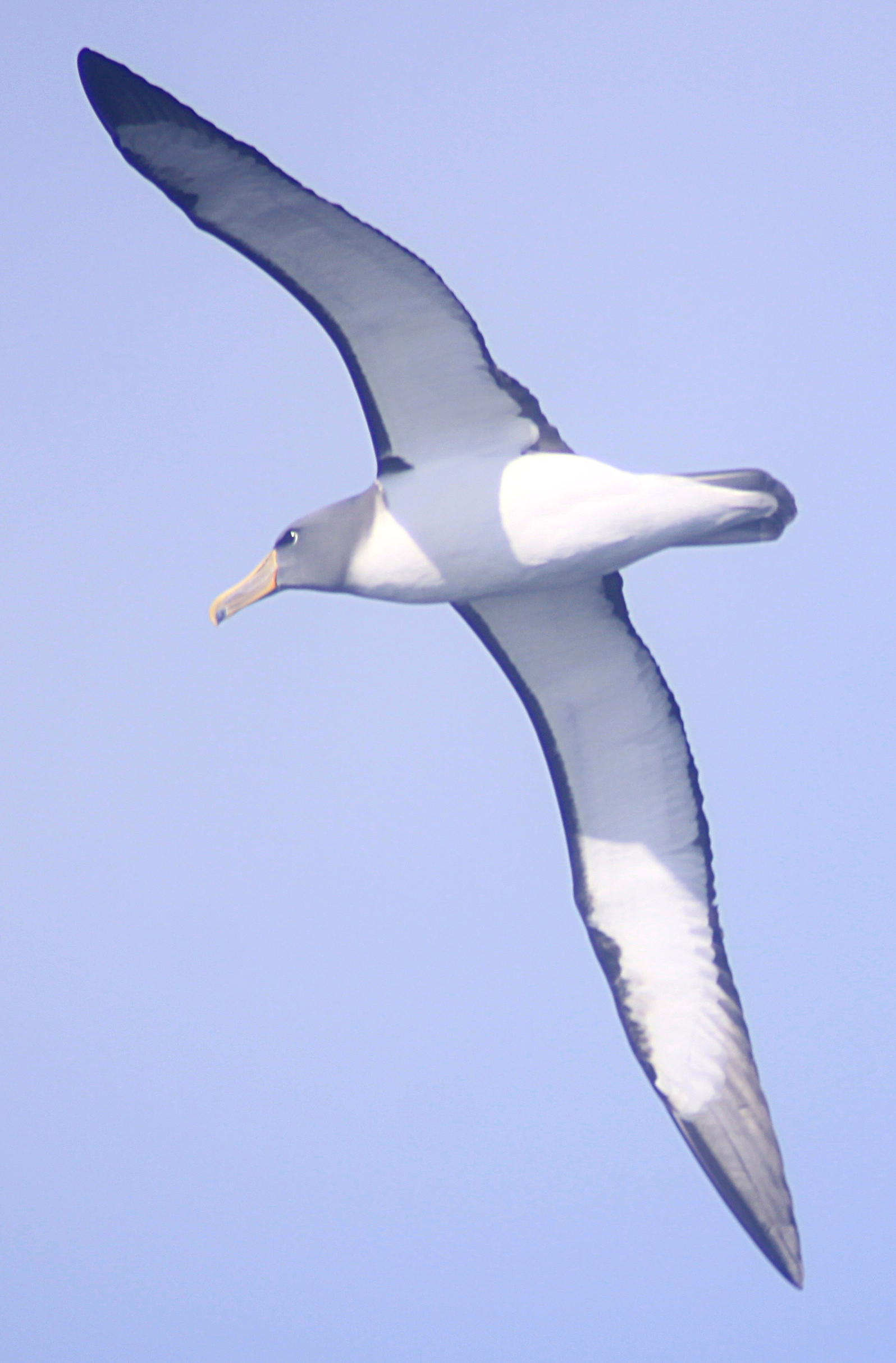
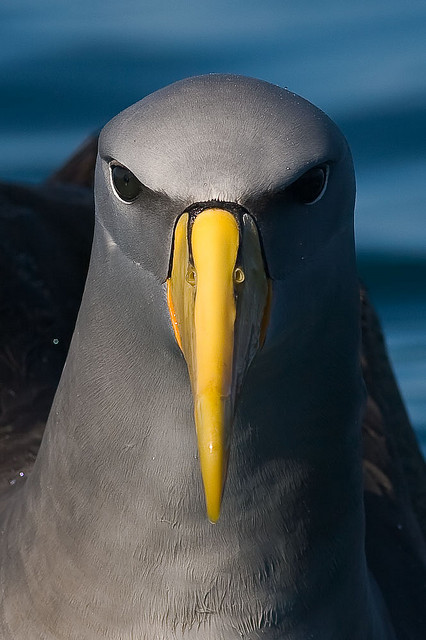

## Utbredning
Fågeln häckar i Chathamöarna utanför Nya Zeeland, där endast på 1,7 hektar stora ön Pyramid Rock. Efter häckningen sprider den sig i södra Stilla havet österut till Humboldt- och Magellanströmmarna utanför södra Peru och Chile.

## Systematik
Tidigare behandlades den som underart till gråkindad albatross och vissa gör det fortfarande. Den behandlas som monotypisk, det vill säga att den inte delas in i några underarter.

## Levnadssätt
Arten häckar på klipphyllor och i branta sluttningar. Den lägger ägg i september-oktober, ungarna kläckas i november–december och blir flygga i mars–april. Den återvänder till häckningskolonin vid fyra års ålder men börjar häcka först vid sju. Efter häckning lever den mest pelagiskt. Födan är relativt okänd men den tros huvudsakligen leva av fisk och bläckfisk.

## Status
Internationella naturvårdsunionen IUCN kategoriserar arten som sårbar på grund av att den häckar på en enda ö. Inventeringar gjorda 1999–2003 samt 2007 och 2010 visar på en stabil population med 5 250–5 300 upptagna bon, vilket tros motsvara 16 000 individer.